# هودي جونز
هودي جونز وهو أحد شخصيات أنمي ومانغا ون بيس، وهو كابتن قراصنة البرمائيين الجدد، وهو قرش أبيض كبير الحجم والخصم الرئيسي في احداث جزيرة البرمائيين.

## البطاقة الشخصية
الاسم باليابانية: ホ ー デ ィ · ジ ョ ー ン ズ
الاسم بالأنجليزية: Hody Jones
الاسم بالعربية: هودي جونز
أول ظهور بالمانغا: الفصل 602
أول ظهور في بالانمي: الحلقة 527
الانتمائات: قراصنة البرمائيين الجدد، جيش نيبتون (سابقا)
المهنة: كابتن القراصنة، جندي (سابقا)
العمر: 30 سنة
الحالة: على قيد الحياة
المكافأة: 100.000.000 بيلي (سابقا)

## نبذة عنه
هودي هو قرش برمائي ابيض اللون مائل إلى الرمادي، ولديه بطن كبيرة، وأيضا لديه وشم قراصنة البرمائيين الجدد على بطنه وندبة كبيرة على شكل شق، وشعره اسود طويل ومجعد، وأيضا يوجد على ذراع هودي اليسرى وشم على شكل شعار قراصنة أورلنغ، وطويل جدا وضخم الحجم ولديه اسنان قوية وحادة، وأيضا قد حصل هودي على شق في بطنه وذلك بسبب هزيمته من قبل رورونوا زورو، وهو يشبه الشق الذي سببه ميهوك لزورو سابقا، وعندما كان جندي سابق في جيش نبتون كان يرتدي الزي الرسمي للجنود، وأيضا عندما شرب المنشط أصبح جسده كبيرا جدا وعضلاته مفتولة لدرجة هائلة ولون شعره تغير إلى الأبيض تماما، وعندما كان هودي مراهقا كان شعره أقصر وملامحه اقل حدة ووجهه صغير

و هودي شخص عنصري جدا، وبصفته برمائي فهو يكره البشر كرها عميقا جدا، وذلك بسبب ترك القائد فيشر تايجر يموت بدون أن يتبرعوا له بالدم (لكن هذه القصة غير صحيحة ففيشر تايجر قد رفض أخذ دماء البشر لسبب الخيانة) وقد كان هودي يخطط لمهاجمة البشر وقتلهم وهو مثل أورلنغ يعتقد بأن البرمائيين هم اعلى مرتبة من البشر، ولذلك قام بتكوين قراصنة البرمائيين الجدد، وعلى الرغم من انه هو واورلنغ يكرهان البشر إلا انه يقوم بأعمال أكثر وحشية من اورلنغ تجاه البشر، فهو يقوم بتشغيل البشر كعبيد وخدم وقتلهم بعد انتهاء مهمتهم بينما اورلنغ كان يتركهم على قيد الحياة إذا دفعوا له (ليس المقصود بأن الوحش اورلنغ طيب لكنه يحب المال جدا)، وأيضا هودي يكره البرمائيين المتعاونين مع البشر مثل جينبي حيث يعتبرهم خونة واشرار ولا يستحقون ان يكونوا برمائيين، وقد كان هودي يعتبر اورلنغ قدوته ومشله الاعلى خصوصا قتله للبشر، وعلى الرغم من التشابه الكبير بين اورلنغ وهودي، إلا ان اورلنغ بخيل حيث لم يدفع لهيوزو لكي يحصل على خدماته، وفشل في جعل فاندر ديكين تابع تحت امرته، بينما نجح هودي في التعامل معهما، أيضا اورلنغ كان لا يؤذي رفاقه ابدا، بينما قام هودي بئيذا الكثر منهم ومن ضمنهم عضو قراصنة اورلنغ السابق وصديق لوفي هاتشين، وأيضا هو دي يتناول دائما كميات كبيرة من المنشطات التي تزيده قوة لكنها تؤثر عليه حيث تقصر من عمر الشخص، وأيضا هو يعتبر الملك نيبتون جبان لأنه متعاون مع البشر، ويكره جينبي لأنه نسي عن خيانة البشر لتايجر وانهم قد افشلوا مخططات اورلنغ، وأيضا هودي يمتلك ضحكة خاصة مثل بقية شخصيات ون بيس وهي «جهاهاهاهاها».

## علاقاته
هودي شخص قاسي جدا وخصوصا مع طاقمه فهو يعاقبهم كثيرا واحيانا يقتلهم 

و قد كان هودي يحب أورلنغ كثيرا ويحترمه، وكان يتدرب دائما ليصبح الذراع اليمنى لأورلنغ خصوصا انه كان يكره البشر وينوي قتلهم، ولكن بعد أن تمت هزيمة اورلنغ من قبل قراصنة قبعة القش قال هودي بأنهم كانوا يختبئون تحت شعر اورلنغ فقط كي يتمكنوا من تحقيق اهداقهم، ومع ذلك كان اورلنغ من اقوى الشخصيات واشدها نفوذا أثناء طفولة هودي 

و هو دي يحترم قائد قراصنة الشمس السابق الراحل فيشر تايجر، ويحتقر البشر لأنهم لم يتبرعوا لتايجر بالدم (رغم ان تايجر هو من لم يقبل بأخذ الدم منهم) رغم ان تايجر كان يتمنى السلام مع البشر لكن هودي مثل بقية البرمائيين في العالم يعتقد بأن تايجر كان هو البطل الاقوى بلا منازع

و أيضا كان هودي يكره هاتشين حتى عندما كان صغيرا، حيث أن هاتيشن كون صداقة مع رايلي وهذا ما ادى إلى كرهه الشديد له، وأيضا عندا قام فاندر ديكين بمهاجمة هاتشين بواسطة الاسلحة لم يهتم له هودي وقال له بأنه يستحق الموت

و هودي يكره البشر جميعهم بدون سبب، حيث أن الأمير فوكابوشي قال بأن هودي هو أكثر شخص يكره البشر حتى بدون سبب، وأيضا يكره هودي قراصنة قبعة القش لأنه سبب هزيمة اورلنغ وتحطم حلمه، وقد كان سابقا هودي معجبا بجينبي حيث كان الاخير عدوا للبشر لكن بعد أن تغير جينبي وأصبح لطيفا كرهه هودي حيث أن جينبي أصبح صديق البشر وقال هودي عنه بأنه خائن، وقد كون هودي تحالفا مع فاندر ديكين التاسع الذي كان هو الشخص الانسب للتخلص من اميرة الحوريات شيراهوشي، لكن بعد أن استدعى ديكين سفينة نوا العملاقة جدا جدا (أكبر من جزيرة البرمائيين) قام هودي بطعنه وقتله.

## قوته
بصفته برمائي فهو اقوى من البشر العادي بعشر مرات (رغم ان هودي اقوى من البرمائي العادي بمئة مرة رغم ان البرمائي العادي اقوى من البشر بعشر مرات)، وهو يمتلك قوة جسدية قوية جدا، وأيضا بعد أن تناول المنشطات أصبح جيده ضخما وكبيرا جدا وقويا جدا، ولكن بسبب كثر الكمية التي تناولها أصبح جسده نحيفا جدا وضعيفا وزالت قوته الطبيعية

و حسب اقوال اوسوب بأن هودي اقوى من اورلنغ، وقالت الحورية كيمي لنامي بأن ذكاء هودي اخطر من قوته نفسها، كما أن لديه قوة ارادة كبيرة حيث أنه لم يتأثر كاملا بالهاكي الملكي للوفي رغم ان يده ارتجفت، وقوة هودي مشابه جدا لقوة ارولنغ حيث أن اسنانه تعود لوضعها إذا كسرت وتنمو بسرعة لأنه قرش، وأيضا يمكنه إطلاق طلقات مائية قوية جدا مثل واورلغ، وبمكنه القتلا بالماء بسهولة، وهودي هو من اقوى شخصيات ون بيس لكن قوته لا تقارن بأبن البحار جينبي أو الاقوى فيشر تايجر.

## معاركه
- هودي جونز ضد جيرو وطاقمه

النتيجة: فوز هودي بسهولة
- هودي جونز ضد رورونوا زورو

النتيجة: فوز زورو
- هودي جونز ضد مونكي دي لوفي

النتيجة: فوز لوفي
- هودي جونز ضد فاندر ديكين

النتيجة: فوز هودي
- هودي جونز ضد مونكي دي لوفي

النتيجة: فوز لوفي
- هودي جونز ضد فوكابوشي

النتيجة: فوز هودي
- هودي جونز ضد مونكي دي لوفي

النتيجة: فوز لوفي